# Баль Орест Михайлович
О́рест Миха́йлович Ба́ль (2 жовтня 1960, Новий Роздол, УРСР) — радянський футболіст та український футбольний тренер. Найбільш відомий завдяки виступам і роботі у рівненському «Вересі». Брат відомого радянського футболіста Андрія Баля.

## Життєпис
Орест Баль народився в Новому Роздолі, де й почав займатися футболом у місцевій ДЮСШ. Першою командою Ореста став аматорський колектив «Цементник», кольори якого він захищав у 1979 році. Наступного року футболіста запросили до дублюючого складу львівських «Карпат», за який він навіть відзначився забитим м'ячем, однак закріпитися у складі львів'ян, де на той час грав його старший брат, Балю не вдалося. Сезон 1981 року Орест провів у любительській «Зорі» з Керниці, та хмельницькому «Поділлі», яке стало першим професійним клубом у кар'єрі футболіста.
1982 року Баль здійснив ще одну спробу закріпитися у Львові — на цей раз у СКА «Карпати», однак знову невдало. Протягом 1982—1986 років захищав кольори аматорського клубу «Спартак» з Самбора. Другу частину сезону 1986 року розпочав у рівненському «Авангарді», де досить швидко став одним з провідних та незамінних гравців. За п'ять сезонів відіграв майже дві сотні матчів у чемпіонатах СРСР.
У 1990 році уклав угоду з чехословацьким «Хемлоном», у складі якого відіграв до 1993 року. Під тиском численних травм (надриви стегна та гомілки) вирішив завершити кар'єру, попри те, що мав ще два роки контракту з клубом. Аби чесно допрацювати угоду з «Хемлоном», розпочав роботу на посаді селекціонера клубу. Посприяв трансферу до Словаччини Руслана Любарського. У червні 1994 року повернувся до України та увійшов до тренерського штабу рівненського «Вереса», який очолював спочатку Михайло Фоменко, а згодом В'ячеслав Кобилецький. Після відставки В'ячеслава Прокоповича у квітні 1995 року, Баль протягом декількох матчів виконував обов'язки головного тренера. А з травня 1995 по 1998 рік обіймав посаду селекціонера у структурі рівненців. У той же час відіграв останній поєдинок на професійному рівні, вийшовши 1 серпня 1995 року в формі рівненського «Екосервіса» на матч розіграшу Кубка України проти «Оболоні».
З 1998 по 2002 рік працював селекціонером спочатку в київському ЦСКА, а згодом і в утвореному на його базі «Арсеналі». З 2002 по 2005 рік обіймав аналогічну посаду в полтавській «Ворсклі», після чого знову повернувся до «Арсеналу», у якому пропрацював до червня 2007 року, суміщаючи селекційну роботу та обов'язки помічника головного тренера дублюючого складу. Згодом, протягом півроку працював тренером-селекціонером футбольного клубу «Княжа».
У жовтні 2008 року був запрошений на посаду спортивного директора «Вереса», однак через проблеми клубу з фінансами залишив Рівне у червні наступного року. З січня по червень 2010 року допомагав Андрію Балю, що очолював одеський «Чорноморець», втім спільними зусиллями їм не вдалося врятувати одеситів від вильоту і по закінченню чемпіонату брати залишили клуб. Уже наступного місяця Орест Михайлович приступив до обов'язків тренера-селекціонера вінницької «Ниви», які виконував до жовтня 2011 року.
З 8 січня 2012 року по 26 квітня 2013 року входив до тренерського штабу луцької «Волині», який очолював Анатолій Дем'яненко. З початку 2016 року працював помічником Володимира Новака у аматорському колективі «АГАТ» з Гощі. У квітні 2017 паралельно очолив юнацьку команду «Вереса», однак по закінченні чемпіонату його замінив на посаді Олег Колобич. Влітку 2017 року виконував обов'язки головного тренера ФК «АГАТ», паралельно працював у Рівненській міській федерації футболу та входив до координаційної ради «Вереса».
14 червня 2018 року був представлений на посаді спортивного директора «Вереса».

## Сім'я
- Брат — Андрій Баль (1958—2014), радянський футболіст та український футбольний тренер. Заслужений майстер спорту СРСР (1986), володар Кубка Кубків УЄФА (1986).
- Матір Ореста та Андрія було репресовано та заслано до Сибіру за допомогу УПА, звідки вона тричі намагалася втекти. Була звільнена у 1954 році після смерті Сталіна. За два роки потому вийшла заміж, батько хлопців помер у 1968 році.
- Дружина — Людмила Баль (1960 р.н), спортивний функціонер, директор рівненської ДЮСШ № 1.
- Донька — Вікторія, онук — Данило.